# Język biritai
Język biritai, także: aliki, ati, biri – język papuaski używany w prowincji Papua w Indonezji. Według danych z 1988 roku posługuje się nim 250 osób.
Jego użytkownicy zamieszkują wieś Biri (dystrykt Mamberamo Tengah Timur, kabupaten Mamberamo Raya).
Jest językiem tonalnym. Należy do rodziny języków Równiny Jezior.